# Thomas Andrew

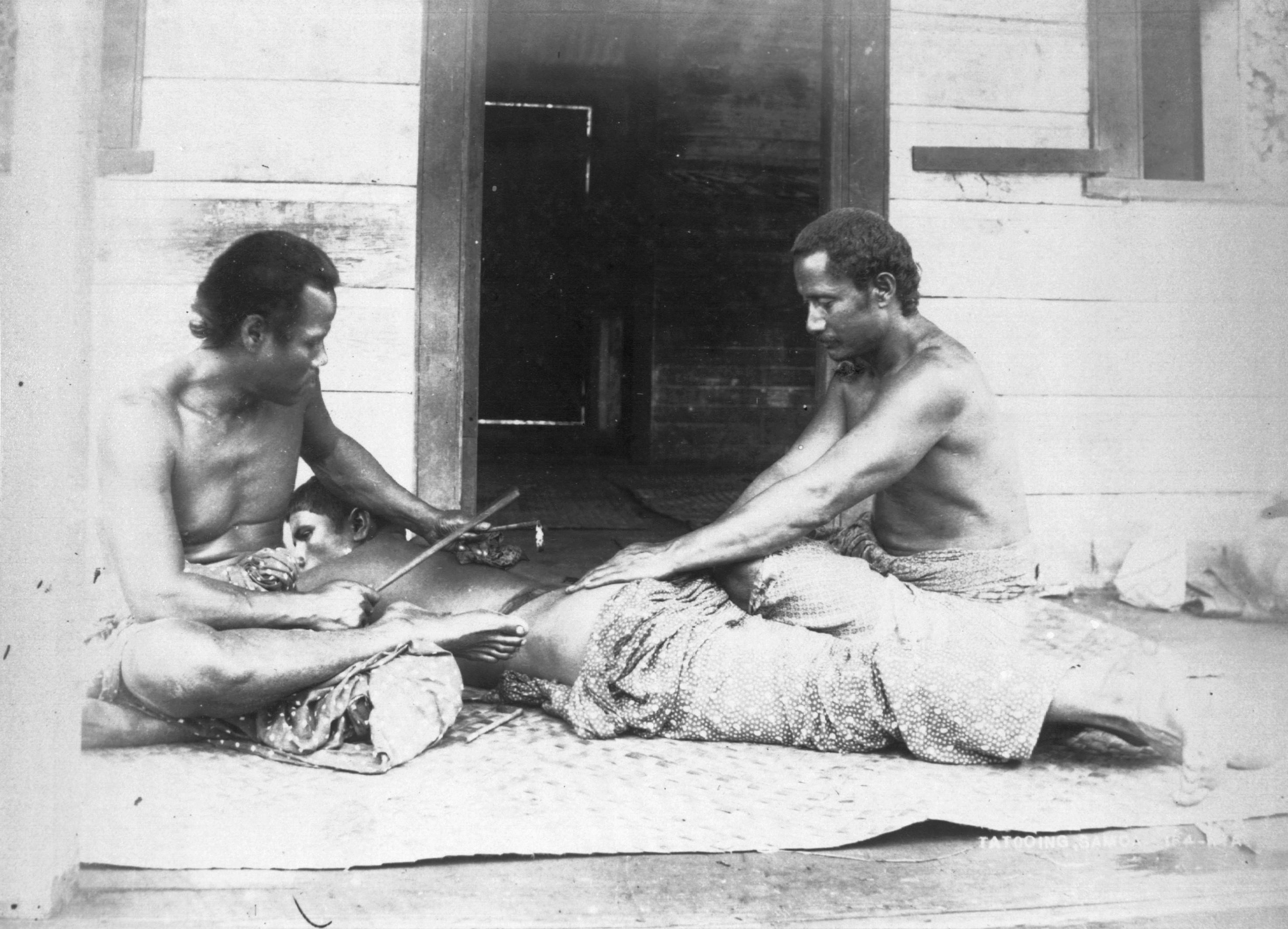
Nativos de Samoa realizando un tatuaje, 1895.

Thomas Andrew (19 de enero de 1855 - 7 de agosto de 1939) fue un fotógrafo neozelandés que realizó su actividad en Samoa aportando documentos fotográficos sobre la vida en las islas a finales del siglo XIX y comienzos del siglo XX.
Nació en Takapuna que es un suburbio de la ciudad de North Shore en la Región de Auckland y en 1891 se trasladó a vivir a Samoa donde ejerció su trabajo al igual que los fotógrafos neozelandeses Alfred John Tattersall y John Davis.
Sus trabajos han contribuido a un mejor conocimiento de la época colonial y entre ellos se pueden destacar los referidos al Movimiento Mau para la independencia de Samoa, la erupción volcánica del Monte Matavanu o la muerte del escritor Robert Louis Stevenson.
Gran parte de su obra se encuentra en el Museo de Nueva Zelanda (Te Papa Tongarewa).